# Stretchia muricina
Stretchia muricina là một loài bướm đêm trong họ Noctuidae.